# Старий парк (мікрорайон)
Старий парк — мікрорайон Тернополя, частина мікрорайону Східний, розташований навколо Старого парку.

## Вулиці
- Васила Безкоровайного
- Тимофія Бордуляка
- Вертепна
- Весела
- Вояків дивізії «Галичина»
- Городна
- Зелена
- Квітки Цісик[1]
- Квітова
- Клінічна
- Михайла Коцюбинського
- Миколи Леонтовича
- Миколи Лисенка
- Марка Вовчка
- Станіслава Монюшка
- Паркова
- Євгена Петрушевича
- Північна
- Підгородня
- Михайла Рудницького
- Генерала Юрія Тютюнника
- Степана Чарнецького
- Шопена
- Генерала Шухевича